# قانون تجارت الکترونیک
قانون تجارت الکترونیکی (به انگلیسی :Electronic commerce law) مجموعهٔ مقررات و قواعدی است که برای مبادلهٔ آسان و ایمن اطلاعات در واسط‌های الکترونیکی و با استفاده از سامانه‌های ارتباطی جدید به کار می‌رود و به منظور حمایت از فعالیت‌های قانونی و عادلانه کسب‌وکار ها و مصرف‌کنندگان در قالب مبادلات الکترونیکی و در بستر فضای الکترونیکی اعمال می‌شود.
از این رو، این مقررات در مورد امور بازرگانی اعمال می‌شوند که از طریق ابزارهای الکترونیکی از راه دور انجام می‌پذیرند. این قوانین حقوق مصرف‌کننده، قوانین مربوط به قراردادها و مقرراتی را که فروشنده موظف به انجام آن است را پوشش می‌دهند.
امروزه تجارت الکترونیکی به سرعت در حال گسترش است و بنگاه‌های تجاری چاره ای ندارند مگر اینکه خود را با این تغییرات وفق دهند، بنابراین راه اندازی کار و تجارت در فضای دیجیتال مستلزم آگاهی صاحبان بنگاه‌ها از قوانین خاص تجارت الکترونیکی است.
مثلاً صاحب بنگاهی در حوزه گردشگری، هنگام تصمیم‌گیری برای فروش خدمات یا محصولات خود به صورت آنلاین (مثلاً اجازه رزرو آنلاین) باید جنبه‌های حقوقی تجارت الکترونیکی را مد نظر قرار دهد. در این شرایط، او ملزم به پیروی از قوانین و مقررات تجارت الکترونیکی است و این بدان معنی است که وبگاه کسب‌وکار او باید آشکارا یک سری مقررات مهم را رعایت نماید.
در ایران قانون تجارت الکترونیک در جلسه علنی روز چهارشنبه مورخ هفدهم دی ماه یک‌هزار و سیصد و هشتاد و دو مجلس شورای اسلامی تصویب و در تاریخ ۱۳۸۲/۱۰/۲۴ به تأیید شورای نگهبان رسیده است.